# Paul Burckel
Paul Burckel (3 mai 1915 à Brest - 12 juin 2001 dans cette même ville) est une personnalité de la culture sourde et un résistant français. Engagé dans les  Forces françaises libres durant la Seconde Guerre mondiale, il est, avec 9 décorations, le militaire sourd français le plus médaillé.

## Biographie

### Jeunesse
Il nait à Brest en 1915 où son père est commissaire de la marine, d'une famille originaire de l'Est de la France. Il devient sourd à l'âge de trois ans à la suite d'une méningite. Il est scolarisé durant ses premières années dans sa ville, rue Bugeaud,  avant de rejoindre à 8 ans l'Institut La Persagotière, à Nantes, spécialisé dans l'enseignement pour les jeunes sourds et malentendants. En 1931, il retourne à Brest pour effectuer son apprentissage de sculpteur sur bois-ébéniste, puis entre à l'École Boulle de Paris.

### Seconde Guerre mondiale
Travaillant sur le port de Brest, le 18 juin 1940, il ne peut « entendre » l'appel du général de Gaulle mais ses camarades le mettent au courant ; il décide alors non de continuer à combattre, puisque naturellement il avait été réformé, mais de commencer à combattre, et il embarque sur le navire Meknès à Brest en direction de l'Angleterre,.
Les autorités militaires françaises refusent initialement de l'intégrer aux forces combattantes, il ne se décourage pas et, finalement, devient l'un des six premiers charpentiers de la Forces navales françaises libres et il est mis à l'essai pour 8 jours au grade de matelot sur le cuirassé Courbet. Il y bénéficie de la complicité de ses camarades qui lui permettent de compenser son infirmité. Il leur suffit de lui donner un coup de coude quand il le faut, et il comprend tout de suite la manœuvre qu'il doit exécuter. Simplement, le fait de ne pas entendre met parfois sa vie en danger lors des alertes.  Il sert sur ce navire du 12 juillet 1940 au 25 mars 1941 puis sur des vedettes rapides jusqu’au 15 décembre 1941 où il est alors affecté au bâtiment de base des chasseurs de sous-marins. D’octobre 1942 au 9 mai 1945, il est rattaché à la 23e flottille MTB (Motors Torpedo Boats), sur la vedette lance-torpilles MTB 239.
Il participe ainsi à la bataille d'Angleterre, aux opérations sur les côtes de Bretagne et au débarquement de Provence.
La guerre terminée, comme tous les Français libres, il reçoit le message suivant du général de Gaulle : 

« Répondant à l'appel de la France en péril de mort, vous avez rallié les Forces françaises libres. Vous avez été de l'équipe volontaire des bons compagnons qui ont maintenu notre pays dans la guerre et dans l'honneur. Vous avez été de ceux qui, au premier jour, lui ont permis de remporter la victoire. Au moment où le but est atteint, je tiens à vous remercier amicalement, simplement, au nom de la France. »

### Après la guerre
Revenu à la vie civile, Paul Burckel fonde l'Amicale des sourds du Finistère en 1972 dont il reste le président jusqu'à sa mort. Première association du département pour les sourds, Bruckel y milite d'abord contre l'oppression puis en faveur de l'égalité sociale.
Il meurt à Brest le 12 juin 2001 à 86 ans.

## Hommages
Une rue à Brest porte son nom depuis 2006 ainsi qu'un foyer pour sourds de cette même ville.
Le 3 mai 2015, une cérémonie se tient dans cette rue pour le centenaire de sa naissance.